# Стела «Город воинской славы» (Псков)
Па́мятник-сте́ла «Го́род во́инской сла́вы» был открыт 22 июля 2010 года на площади Победы во Пскове. Стела установлена в память о присвоении Пскову почётного звания «Город воинской славы».

## История
Более чем тысячелетняя история Пскова — одного из древнейших русских городов — насыщена событиями, сыгравшими важную роль в борьбе за свободу и независимость Отечества. Под стенами старинной Псковской крепости, самой крупной каменной крепости в Европе, неоднократно разворачивались сражения, имевшие важное значение для исхода многочисленных войн, таких, как Русско-ливонская война (1480—1481), Русско-литовская война (1500—1503), Ливонская война, Русско-шведская война (1610—1617). В первые годы Северной войны город был местом сбора основных сил русских войск, из Пскова в 1701-05 гг. начинались походы в Прибалтику. В ходе Отечественной войны 1812 года на границах Псковской губернии были разгромлены наполеоновские войска, наступавшие на Петербург. В феврале 1918 года в ходе германской интервенция в конце Первой мировой войны в окрестностях Пскова получили первое боевое крещение части Красной Армии, и 23 февраля отмечается как День защитника Отечества.
За многовековую историю Пскову пришлось участвовать в 120 войнах и выдержать 30 осад, но наиболее героические и трагические моменты его истории связаны с Великой Отечественной войной, в ходе которой звание Героя Советского Союза первыми получили псковские летчики, сражавшиеся в небе над Псковом. Под Псковом сразу появились партизанские отряды, и уже в августе 1941 года был создан Партизанский край, который фашисты не смогли уничтожить до конца военных действий. Псков, занятый гитлеровскими войсками 9 июля 1941 года, был сильно разрушен и освобождён 23 июля 1944 года войсками 3-го Прибалтийского фронта в тяжелейших боях по прорыву фашистской линии «Пантера». Освобождение Пскова и области осуществлялось в несколько этапов и было завершено в ходе Псковско-Островской операции.
Указом Президиума Верховного Совета СССР от 16 февраля 1967 года «за активное участие и мужество, проявленные трудящимися Псковской области в партизанском движении против немецко-фашистских захватчиков в годы Великой Отечественной войны, и успехи, достигнутые в развитии народного хозяйства», область была награждена орденом Ленина. Указом Президиума Верховного Совета СССР от 19 марта 1984 года «за успехи, достигнутые трудящимися города в хозяйственном и культурном строительстве, отмечая их заслуги в революционном движении, в борьбе с немецко-фашистскими захватчиками в годы Великой Отечественной войны» Псков был награжден орденом Трудового Красного Знамени. А в 2007 году ветеранские и другие общественные организации Пскова выступили с инициативой о присвоении городу звания «Город воинской славы», поддержанной Псковской городской Думой и администрацией города Пскова, и Указом президента Российской Федерации от 5 декабря 2009 года № 1387 это высокое звание было присвоено. 12 января 2010 года в Екатерининском зале Московского Кремля состоялась церемония вручения грамот о присвоении звания городам, в числе которых был Псков. 
В соответствии с Указом президента РФ от 1 декабря 2006 года № 1340, в каждом городе, удостоенном этого высокого звания, устанавливается стела, посвящённая этому событию. После обсуждения возможных мест размещения памятника (на площади Победы, на площади Ленина или в районе «четырёх углов») по предложению псковского Совета ветеранов было принято решение соорудить мемориал на площади Победы. И 22 июля 2010 года в рамках мероприятий, посвящённых Дню города (23 июля), состоялось торжественное открытие памятника. В нём приняли участие представители власти, военнослужащие, представители общественных организаций и политических партий, ветераны, горожане и гости областного центра. Церемония началась с представления с участием рыцарей, после чего было проведено показательное выступление бойцов Воздушно-десантных войск. Затем с актёрами Псковского драматического театра зрители погрузились в события славной истории города. Почётное право открытия памятника было предоставлено губернатору Псковской области А. А. Турчаку, главе города Пскова И. Н. Церерскому, командиру 76-й гвардейской десантно-штурмовой дивизии И. В. Виноградскому, председателю Совета ветеранов Пскова С. М. Павлову и заместителю полномочного представителя Президента РФ в Северо-Западном федеральном округе Е. В. Лукьянову. Митрополитом Псковским и Великолукским Евсевием совершён обряд торжественного освящения стелы.
20 апреля 2012 года поступила в обращение почтовая марка, а 1 июля 2013 года в обращение была выпущена памятная монета «Город воинской славы Псков» номиналом 10 рублей. Ещё одним символом стал Меч Победы, вручённый Пскову, как и другим городам воинской славы, 9 июня 2022 года в зале Славы Музея Победы в парке Победы на Поклонной горе в Москве. Изготовленный в Златоусте меч покрыт золотом высшей 999,9 пробы и инкрустирован уральскими самоцветами — гранатами, символизирующими пролитую кровь, и голубыми топазами, которые считаются символом мира. Длина мечей составляет 1,2 метра, вес — более пяти килограммов. На клинке, украшенном растительным орнаментом, высечены знаменитые слова князя Александра Невского: «Кто с мечом к нам придет, тот от меча и погибнет». Ранее, в апреле 2015 года, аналогичные Мечи Победы были переданы на вечное хранение городам-героям.

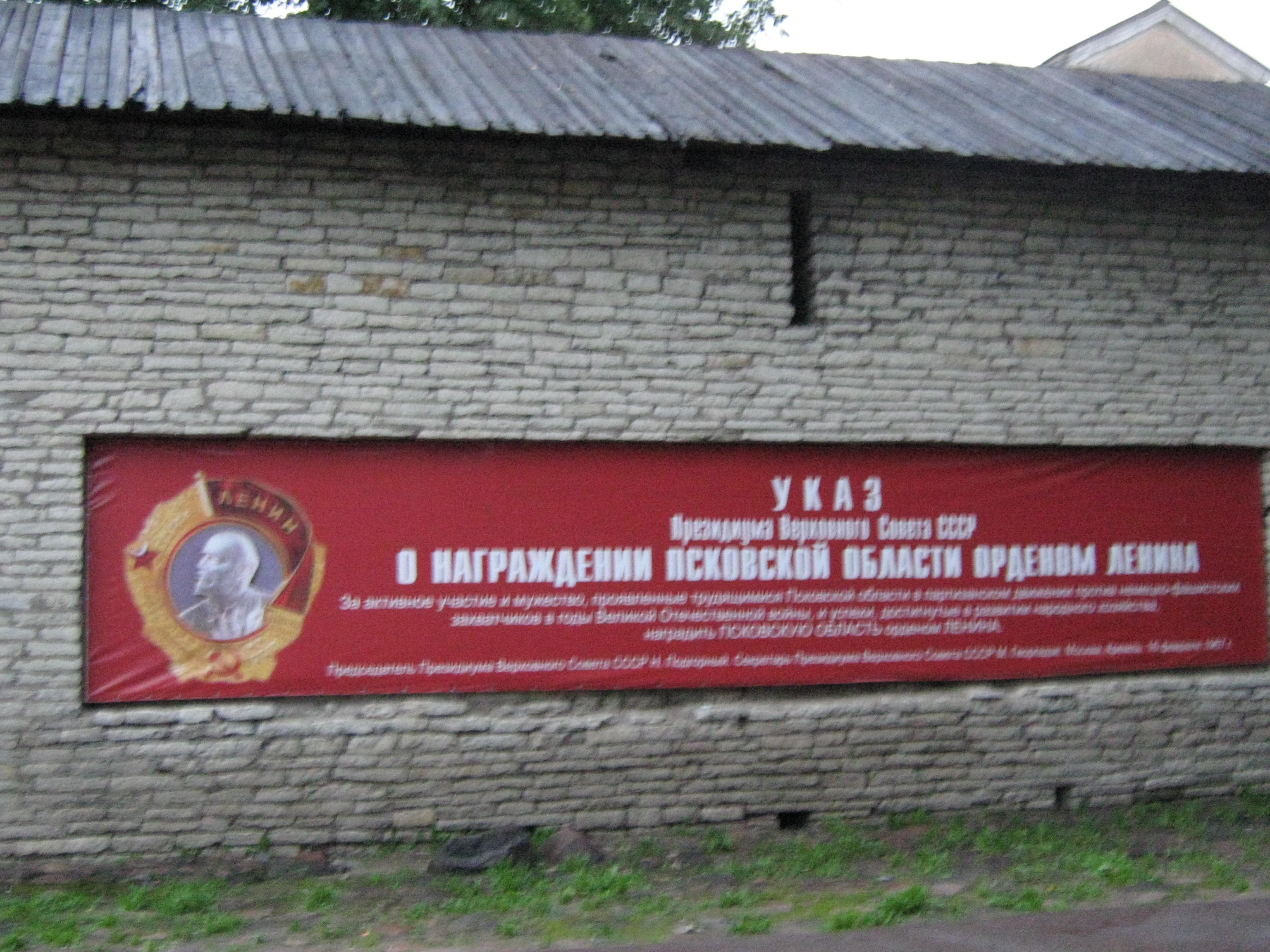
Текст указа о награждении Псковской области орденом Ленина на крепостной стене
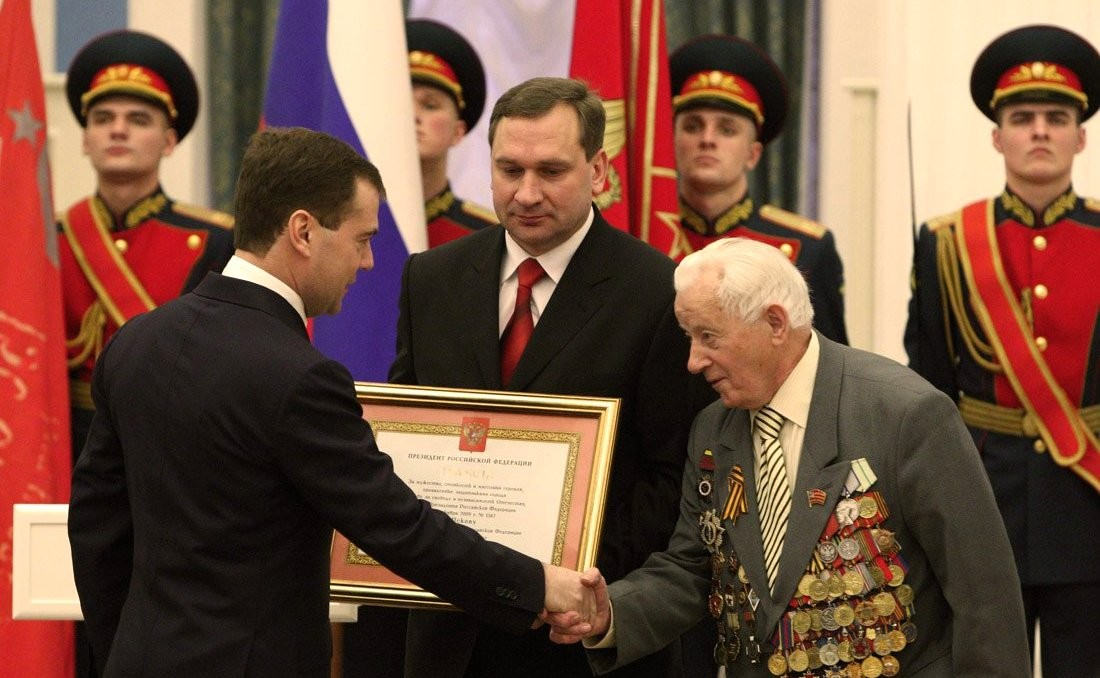
Вручение Д. А. Медведевым грамоты о присвоении Пскову почётного звания председателю Совета ветеранов С. М. Павлову и главе города И. Н. Церерскому
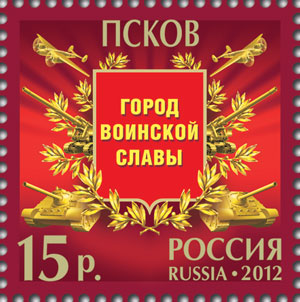
Памятная марка, посвящённая городу воинской славы, на которой изображены: фронтовой бомбардировщик Ту-2; 152-мм пушка обр. 1935 г. (БР-2); самоходно-артиллерийская установка СУ-85
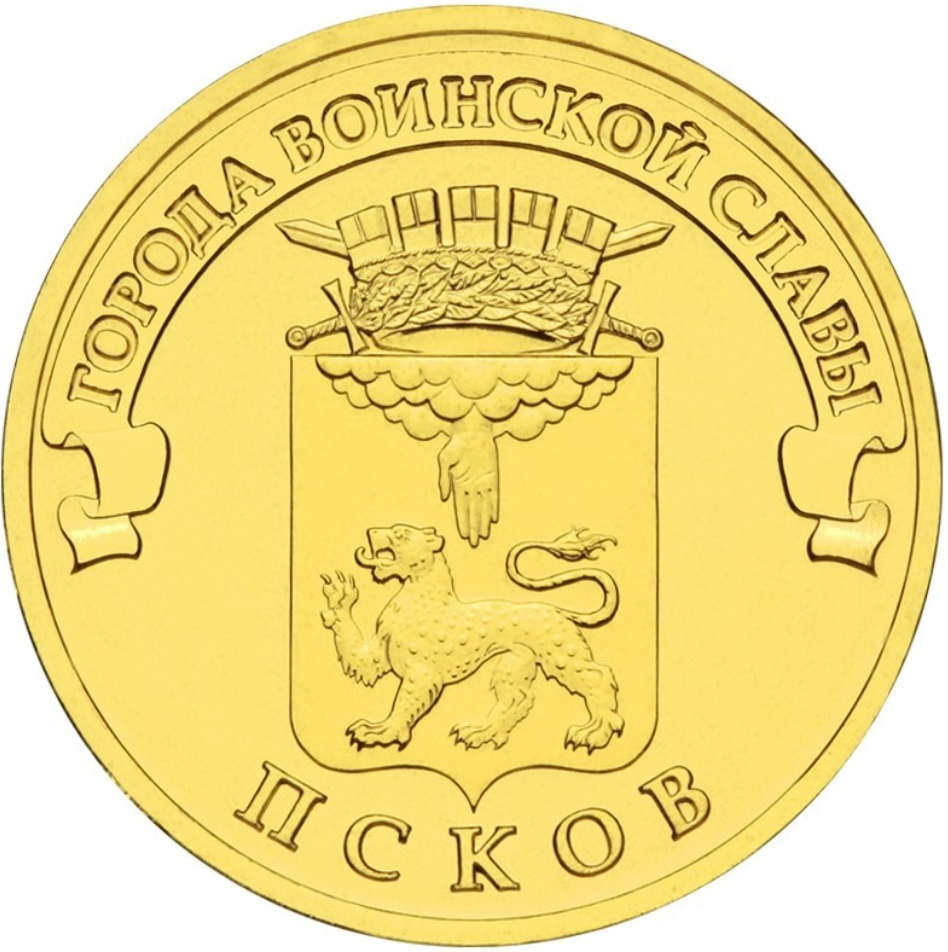
Изображение герба города воинской славы на монете

## Описание
Символ мужества и воинской славы представляет собой полированную гранитную колонну дорического ордера высотой 14,2 метра (с бронзовыми капителью и базой). Наверху колонны c декоративными поясками — бронзовый государственный герб России, на постаменте в бронзовом картуше располагается текст Указа Президента РФ о присвоении почётного звания, а на оборотной стороне — бронзовый герб Пскова. Право на выполнение работ по изготовлению стелы получило ОАО «Московский камнеобрабатывающий комбинат» из подмосковного Долгопрудного, профильное предприятие по изготовлению изделий из натурального камня. Стелу окружают четыре тумбы с барельефами, в хронологической последовательности повествующими о событиях из военной истории Пскова:
- основание Псковской крепости,
- Ледовое побоище в апреле 1242 года,
- победы псковских дружин во главе с князем Довмонтом в 1266-1299 годы,
- Куликовская битва (сентябрь 1380 года),
- Оборона Пскова (1581—1582),
- борьба с польскими отрядами в 1612 году,
- Осада Пскова (1615),
- победоносные походы Петра I из Пскова в Прибалтику,
- победа корпуса генерала П. Х. Витгенштейна, остановившая наступление французских войск на Петербург в 1812 году,
- расположение в городе штаба Северного фронта, преградившего дорогу на Петроград в ходе Первой мировой войны,
- бои под Псковом первых отрядов Красной Армии в феврале 1918 года,
- первое присвоение в июне 1941 года звания Героя Советского Союза лётчикам С. И. Здоровцеву, М. П. Жукову, П. Т. Харитонову, совершившим тараны в небе над Псковом,
- партизанское движение, развернувшееся в 1941 году,
- прорыв линии обороны «Пантера» и освобождение Пскова от фашистской оккупации,
- подвиг бойцов 6 роты 76-й гвардейской воздушно-десантной дивизии в Аргунском ущелье в марте 2000 года.

Заканчивается краткое изложение ратной истории Пскова цитатой А. С. Пушкина, помещённой под изображением читающего юноши: «Гордиться славою своих предков не только можно, но и должно». 
Архитектурно-скульптурное решение памятной стелы «Город воинской славы» утверждено Российским организационным комитетом «Победа» по результатам открытого всероссийского конкурса, в котором в 2008 году победил проект авторского коллектива в составе: заслуженный архитектор России И. Н. Воскресенский, Г. А. Ишкильдина, В. В. Перфильев, народный художник России С. А. Щербаков. Бронзовые барельефы изготовлены на основе работ псковского художника-дизайнера Сергея Хренова, а краткие исторические пояснения под ними, оформленные в бронзовые свитки, подготовлены историками совместно с псковскими краеведами.